# Rio Amapari
Rio Amapari är ett vattendrag i Brasilien.   Det ligger i delstaten Amapá, i den norra delen av landet, 1 900 km norr om huvudstaden Brasília.
I omgivningarna runt Rio Amapari växer i huvudsak städsegrön lövskog. Runt Rio Amapari är det mycket glesbefolkat, med 3 invånare per kvadratkilometer.